# Diego Gavilán
Diego Gavilán (Asunción, 1 maart 1980) is een voormalig profvoetballer uit Paraguay, die zijn loopbaan in 2011 afsloot bij het Peruviaanse Club Juan Aurich. Hij was actief als offensieve middenvelder. Nadien stapte hij het trainersvak in.

## Carrière
- 1998-1999: Club Cerro Porteño
- 1999-2004: Newcastle United
  - 2002: Tecos de Guadalajara (huur)
  - 2003: SC Internacional (huur)
  - 2004: Udinese Calcio (huur)
- 2004-2005: SC Internacional
- 2005-2007: Newell's Old Boys
- 2007: Grêmio
- 2007-2008: CR Flamengo
- 2008: Portuguesa
- 2009-2010: CA Independiente
- 2010-2011: Olimpia Asunción
- 2011: Club Juan Aurich

## Interlandcarrière
Gavilán speelde zijn eerste interland op 28 april 1999 tegen Mexico. Hij maakte deel uit van de selectie voor het WK voetbal 2006 en speelde in totaal 43 interlands, waarin hij niet tot scoren kwam.
| Interlands van Diego Gavilán voor Paraguay | Interlands van Diego Gavilán voor Paraguay | Interlands van Diego Gavilán voor Paraguay | Interlands van Diego Gavilán voor Paraguay | Interlands van Diego Gavilán voor Paraguay | Interlands van Diego Gavilán voor Paraguay |
| №                                          | Datum                                      | Wedstrijd                                  | Uitslag                                    | Competitie                                 |                                            |
| ------------------------------------------ | ------------------------------------------ | ------------------------------------------ | ------------------------------------------ | ------------------------------------------ | ------------------------------------------ |
| 1                                          | 28 Apr 1999                                | Paraguay – Mexico                          | 2–1                                        | Vriendschappelijk                          |                                            |
| 2                                          | 17 Jun 1999                                | Paraguay – Uruguay                         | 2–3                                        | Vriendschappelijk                          |                                            |
| 3                                          | 24 Jun 1999                                | Paraguay – Colombia                        | 2–1                                        | Vriendschappelijk                          |                                            |
| 4                                          | 29 Jun 1999                                | Paraguay – Bolivia                         | 0–0                                        | Copa América                               |                                            |
| 5                                          | 02 Jul 1999                                | Paraguay – Japan                           | 4–0                                        | Copa América                               |                                            |
| 6                                          | 05 Jul 1999                                | Paraguay – Peru                            | 1–0                                        | Copa América                               |                                            |
| 7                                          | 13 Oct 1999                                | Mexico – Paraguay                          | 0–1                                        | Vriendschappelijk                          |                                            |
| 8                                          | 03 Nov 1999                                | Paraguay – Bolivia                         | 0–0                                        | Copa Paz del Chaco                         |                                            |
| 9                                          | 29 Mar 2000                                | Peru – Paraguay                            | 2–0                                        | WK-kwalificatie                            |                                            |
| 10                                         | 21 Jun 2000                                | Paraguay – Costa Rica                      | 1–0                                        | Vriendschappelijk                          |                                            |
| 11                                         | 30 Jun 2000                                | Chili – Paraguay                           | 3–1                                        | WK-kwalificatie                            |                                            |
| 12                                         | 18 Jul 2000                                | Paraguay – Brazilië                        | 2–1                                        | WK-kwalificatie                            |                                            |
| 13                                         | 27 Jan 2001                                | Zuid-Korea – Paraguay                      | 1–1                                        | Vriendschappelijk                          |                                            |
| 14                                         | 28 Jun 2001                                | Paraguay – Joegoslavië                     | 2–0                                        | Kirin Cup                                  |                                            |
| 15                                         | 01 Jul 2001                                | Japan – Paraguay                           | 2–0                                        | Kirin Cup                                  |                                            |
| 16                                         | 16 Aug 2001                                | Brazilië – Paraguay                        | 2–0                                        | WK-kwalificatie                            |                                            |
| 17                                         | 05 Sep 2001                                | Paraguay – Bolivia                         | 5–1                                        | WK-kwalificatie                            |                                            |
| 18                                         | 13 Feb 2002                                | Paraguay – Bolivia                         | 2–2                                        | Vriendschappelijk                          |                                            |
| 19                                         | 26 Mar 2002                                | Nigeria – Paraguay                         | 1–1                                        | Vriendschappelijk                          |                                            |
| 20                                         | 17 Apr 2002                                | Engeland – Paraguay                        | 4–0                                        | Vriendschappelijk                          |                                            |
| 21                                         | 17 May 2002                                | Zweden – Paraguay                          | 1–2                                        | Vriendschappelijk                          |                                            |
| 22                                         | 02 Jun 2002                                | Paraguay – Zuid-Afrika                     | 2–2                                        | WK-eindronde                               |                                            |
| 23                                         | 07 Jun 2002                                | Spanje – Paraguay                          | 3–1                                        | WK-eindronde                               |                                            |
| 24                                         | 15 Jun 2002                                | Duitsland – Paraguay                       | 1–0                                        | WK-eindronde                               |                                            |
| 25                                         | 06 Jul 2003                                | Verenigde Staten – Paraguay                | 2–0                                        | Vriendschappelijk                          |                                            |
| 26                                         | 09 Jul 2003                                | Jamaica – Paraguay                         | 2–0                                        | Vriendschappelijk                          |                                            |
| 27                                         | 10 Sep 2003                                | Paraguay – Uruguay                         | 4–1                                        | WK-kwalificatie                            |                                            |
| 28                                         | 15 Nov 2003                                | Paraguay – Ecuador                         | 2–1                                        | WK-kwalificatie                            |                                            |
| 29                                         | 18 Nov 2003                                | Chili – Paraguay                           | 0–1                                        | WK-kwalificatie                            |                                            |
| 30                                         | 06 Jun 2004                                | Argentinië – Paraguay                      | 0–0                                        | WK-kwalificatie                            |                                            |
| 31                                         | 05 Sep 2004                                | Paraguay – Venezuela                       | 1–0                                        | WK-kwalificatie                            |                                            |
| 32                                         | 09 Oct 2004                                | Colombia – Paraguay                        | 1–1                                        | WK-kwalificatie                            |                                            |
| 33                                         | 13 Oct 2004                                | Paraguay – Peru                            | 1–1                                        | WK-kwalificatie                            |                                            |
| 34                                         | 17 Nov 2004                                | Uruguay – Paraguay                         | 1–0                                        | WK-kwalificatie                            |                                            |
| 35                                         | 27 Mar 2005                                | Ecuador – Paraguay                         | 5–2                                        | WK-kwalificatie                            |                                            |
| 36                                         | 30 Mar 2005                                | Paraguay – Chili                           | 2–1                                        | WK-kwalificatie                            |                                            |
| 37                                         | 08 Jun 2005                                | Paraguay – Bolivia                         | 4–1                                        | WK-kwalificatie                            |                                            |
| 38                                         | 08 Oct 2005                                | Venezuela – Paraguay                       | 0–1                                        | WK-kwalificatie                            |                                            |
| 39                                         | 01 Mar 2006                                | Wales – Paraguay                           | 0–0                                        | Vriendschappelijk                          |                                            |
| 40                                         | 27 May 2006                                | Denemarken – Paraguay                      | 1–1                                        | Vriendschappelijk                          |                                            |
| 41                                         | 07 Oct 2006                                | Australië – Paraguay                       | 1–1                                        | Vriendschappelijk                          |                                            |
| 42                                         | 22 Aug 2007                                | Paraguay – Venezuela                       | 1–1                                        | Vriendschappelijk                          |                                            |
| 43                                         | 08 Sep 2007                                | Venezuela – Paraguay                       | 3–2                                        | Vriendschappelijk                          |                                            |
| 44                                         | 12 Sep 2007                                | Colombia – Paraguay                        | 1–0                                        | Vriendschappelijk                          |                                            |